# بوتس رندالف
بوتس رندالف (انگلیسی: Boots Randolph؛ ۳ ژوئن ۱۹۲۷ – ۳ ژوئیهٔ ۲۰۰۷) یک موسیقی‌دان و نوازندهٔ ساکسوفون اهل ایالات متحده آمریکا بود.
آهنگ مشهور او به نام «یـَکـِتی سـَکس»، سال‌ها، تیتراژ برنامهٔ کمدی بنی هیل شو بود.